# SolarCity
A SolarCity Corporation a kaliforniai Fremontban székhellyel rendelkező, nyilvánosan jegyzett vállalat volt, amely napenergia-termelő rendszereket, valamint egyéb kapcsolódó termékeket és szolgáltatásokat értékesített és telepített lakossági, kereskedelmi és ipari fogyasztók számára. A vállalatot 2006. július 4-én alapította Peter és Lyndon Rive, a Tesla, Inc. vezérigazgatójának unokatestvérei. A Tesla 2016-ban mintegy 2,6 milliárd dollárért felvásárolta a SolarCityt, és napenergia-üzletágát Tesla Energyvé szervezte át.
A SolarCity erősen koncentrált a háztól-házig lízingelt rendszerek értékesítésére, ahol az ügyfelek nem fizetnek előzetes költségeket, de vállalják, hogy 20 éven keresztül megvásárolják a cégtől az e panelek által termelt energiát. Az üzleti modell az Amerikai Egyesült Államokban a legnépszerűbbé vált, és a vállalatot a legnagyobb lakossági napelemes telepítővé tette, de a SolarCitynek több mint 1,5 milliárd dolláros adósságot adott a 2016-os felvásárlás idejére, és a fogyasztóvédők és a kormányzati szabályozó hatóságok bírálták.
A Tesla általi felvásárlását megelőzően a két vállalat szoros kapcsolatban állt egymással. A SolarCity ingyenes töltést kínált a Tesla Roadster-tulajdonosoknak a töltőállomásain, a SolarCity lett az egyik első telepítője a Tesla Powerwall otthoni energiatároló akkumulátornak, és Elon Musk, a Tesla vezérigazgatója a SolarCity elnökeként tevékenykedett.

## Története
A SolarCity-t 2006-ban alapították a testvérek, Peter és Lyndon Rive, unokatestvérük, Elon Musk javaslata alapján, aki segített a vállalat elindításában. 2009-re az általa telepített napelemek 440 megawatt (MW) teljesítmény előállítására voltak képesek.
2011-ben a vállalat a keleti parton indította el terjeszkedését a Clean Currents és a groSolar napelemes részlegének felvásárlásával. 2011-ben a SolarCity a felvásárlásokat követően kiterjesztette tevékenységét a keleti parton, és megnyitotta kapuit Connecticut, Pennsylvania, Dél-Karolina, Florida, Vermont, és New Hampshire államokban.
2013-ban a SolarCity volt az Egyesült Államok vezető lakossági napenergia telepítője, és a Solar Power World magazin az Egyesült Államok második számú napenergia telepítő vállalataként tartotta számon. 2013-ban a SolarCity 120 millió dollárért megvásárolta a Paramount Solar-t a Paramount Equity-től. 2015-re a telepített panelek 870 MW napenergia előállítására voltak képesek, és abban az évben az Egyesült Államokban a nem közüzemi napenergia telepítések mintegy 28%-át tették ki.
2014 októberében a SolarCity bejelentette, hogy legfeljebb 200 millió dollár értékben napelemes kötvényeket kínál fel, és új online weboldalt indít a kötvények megvásárlására; ez volt az első ilyen kötvények regisztrált nyilvános ajánlattétele az Egyesült Államokban. 2016 márciusában a SpaceX 90 millió dollár értékben vásárolt SolarCity-részvényeket.
2015 végén a SolarCity kivonult a napenergia értékesítéséből és telepítéséből Nevadában, miután az állam közüzemi bizottsága (PUC) úgy döntött, hogy megemeli a havi szolgáltatási díjat a tetőtéri napenergia-ügyfelek számára, és fokozatosan csökkenti a hálózatba visszaadott napenergia megtérülését az állami nettó mérési szabály értelmében. Az új szabályok értelmében a Nevada Power napenergiát termelő tetőtéri ügyfelekre kivetett havi szolgáltatási díj 12,75 dollárról 17,90 dollárra emelkedett, és a tervek szerint 2020. január 1-jére 38,51 dollárra emelkedett volna; ezzel egyidejűleg a napenergiát termelő tetőtéri ügyfeleknek a napenergia-többletükért adott díjat is visszavették, és az elkövetkező négy évben tovább csökkentették. Ennek eredményeként a SolarCity több mint 550 munkahelyet szüntetett meg Nevadában.